# Matt Irwin
Matthew "Matt" Irwin, född 29 november 1987, är en kanadensisk professionell ishockeyspelare som spelar för Buffalo Sabres i NHL. 
Han har tidigare spelat på NHL-nivå för Nashville Predators, Boston Bruins och San Jose Sharks.
Irwin blev aldrig draftad av något lag.